# Dream Away
«Dream Away» — песня Джорджа Харрисона. Выпущена в альбоме Харрисона 1982 года Gone Troppo и как сингл (в 1983, только в Японии, с песней Харрисона «Unknown Delight» на стороне «Б»).
Песня звучит на заключительных титрах фильма Time Bandits (1981), снятого на киностудии Харрисона HandMade Films режиссёром Терри Гиллиамом (первый успешный фильм Гиллиама после его ухода из Monty Python). Это единственная песня в фильме (остальная музыка — в исполнении оркестра) и сочинена специально для него.

## Участники записи
- Джордж Харрисон — ведущий вокал, соло-гитара, бэк-вокал
- Билли Престон — электроорган, бэк-вокал
- Mike Moran — синтезатор, клавишные, Synthesizer Bass, фортепиано
- Dave Mattacks — барабаны
- Рэй Купер — перкуссия, электропиано Fender Rhodes
- Syreeta — бэк-вокал
- Sarah Ricor — бэк-вокал
- Alan Jones — бас-гитара